# JORGE JOESTAR
『JORGE JOESTAR -ジョージ・ジョースター-』は、2012年9月19日に集英社から発売された舞城王太郎による小説作品。製本サイズは四六判ハード。
2017年にはジャンプJブックスから新書版が発売された。電子版も同時発売。

## 概要

### 企画・構成
荒木飛呂彦の執筆30周年、『ジョジョの奇妙な冒険』の連載25周年の記念企画「ARAKI 30th & JOJO 25th / 2011-2012 JUMP j BOOKS Presents Special Project“VS JOJO”」の第3弾として発表された作品。本企画は「VS」と冠されているとおり、若手作家が小説で勝負を挑むという野心企画とされており、3作品が作られている。
企画の他作品は『ジョジョの奇妙な冒険』の後日談（第1弾・『恥知らずのパープルヘイズ』）や裏側視点（第2弾・『OVER HEAVEN』）でありあくまでジョジョをシェアードワールドとしたものであったが、本作品は西暁町や名探偵などの舞城王太郎作品の要素が入っておりコラボレーションしているという独自の特徴がある。また作中には1部から8部までの諸設定が取り入れられている。公式宣伝チラシでも「漫画では表現不可能」と謳われ、世界観に大量の人物と能力が複雑に入り乱れている。
ジョージ2世の物語であり、メタ作品である。詳細は後述する。
表紙と挿絵は原作者の荒木飛呂彦とノベライズ作者の舞城王太郎の両名が手がけている。ハードカバー版の表紙は、トランプの絵柄を模した、荒木絵の新規書き下ろし「パイロット姿のジョージ＆若きリサリサ」と舞城絵の「ペネロペ＆ジョージ」のダブルカバー。新書版も同イラストを流用して装丁を変えている。加えて公式サイトでは舞城による各シーンのイラストが公開されている。これは枚数も大量で、全編の完全なネタバレとなっている。イラストには、本文を読むだけでは判明しない情報（容姿やスタンド名など）が書かれているものもある。
公式略称は「舞ジョジョ」であり、ハードカバー版帯や新書版コピーに記載されている。また単行本発売の1か月前の『ウルトラジャンプ』2012年9月号（2012年8月18日発売）には、試し読みとして本作の冒頭部分が掲載された。

### 主人公、2人のジョージ・ジョースター
『ジョジョ』の第2部『戦闘潮流』にてわずかに言及されたジョージ・ジョースター2世を主役として、第1部『ファントムブラッド』ジョナサン・ジョースター（ジョージの父）と第2部『戦闘潮流』ジョセフ・ジョースター（ジョージの息子）のミッシングリンク的な作劇として描かれている。原作におけるジョージとリサリサについての設定がほぼ全て回収されるようになっている。第3部以降で本格的に描かれることになる「スタンド」については、少し言及があるも登場はせず、代わりに独自の「ウゥンド」という能力が登場する。舞台は20世紀初頭、時間経過は1900年から1920年までの20年間である。
さらにジョージ2世とは別に、2012年の日本に住むジョージと同姓同名の少年「名探偵ジョージ・ジョースター」が登場する。名探偵ジョージの章では、『ジョジョの奇妙な冒険』の第4部 - 7部までのキャラクターによく似た人物たちや、同じまたは異なるスタンドが登場する。オリジナルとなるスタンド名は洋画に由来している。名探偵ジョージPartの時間経過は、2012年7月23日夜から24日にかけての約1日である。
そしてジョージ2世と名探偵ジョージの物語が交互に描かれていき、最終的に二つの物語が一つに収束するという流れになっている。奇数章（ジョージ2世の物語）は章数が英数字で表記されており、偶数章（名探偵ジョージの物語）は章数が漢数字で表記されている。
宣伝文には、ジョースター家系図のジョージ2世の物語とある（嘘は書いていない）。そして読み始めると、第一章でメタが言及されて、第二章以降は同名の名探偵ジョージやさらなるメタが出てくる、という構造をしている。2人のジョージ・ジョースターが主人公とされ、「VS JOJO」の煽りどおりに九十九十九は名探偵ジョージに「自分が本物か、偽者か、人生で証明することになるはずだ」とメタ警句し、またジョージ2世は原作に準拠して死の運命をメタ宣告されている。物語・主人公などのメタに比重が置かれ、特に「ビヨンド（BEYOND）」という独自の新メタ概念が重要な要素を占め、ビヨンドを持つ人物が主人公とメタ定義される。

### ジョージ2世について
名前は「Jorge Joestar」で、これは祖父の名前である「George Joestar」と、父の愛称「JoJo」に由来した命名である。ジョージ2世を「Jorge」と表記するのは、本作における設定である。一般的に英語名の「ジョージ」は「George」であるが、スペイン語とポルトガル語の名前で、同じ意味の「Jorge」（ホルヘ、ジョルジ）が存在する。序盤の舞台はスペイン領で、ここではジョージは家族以外からは「ホルヘ」と呼ばれている。

### その他
ディオ・ブランドーは最大の敵として位置づけられている。ディオはジョージ2世にとっては父の仇であり、原作ではジョージの死の遠因にもなっている相手である。ディオに関しては、同企画の第2弾である『OVER HEAVEN』とも重複がある。
作風として、原作ではありえなかった展開が積極的に描かれている。例を挙げれば、4567部キャラ同士が出会う・ボスキャラ同士が戦う（時間スタンドvs時間スタンド）・究極生命体カーズが復活する、など。読了しても幾つもの謎が未解決で残る。
ハードカバー版から新書版にかけて、ストーリーは同一だが、部分的な加筆修正、改訂が行われている。

## あらすじ

### ONE・九十九十九
1900年、カナリア諸島スペイン領のラ・パルマ島に住む10歳のジョージ・ジョースターは、アントニオ・トーレス達に虐められながらも、幼馴染みのリサリサに助けられる日常を送っていた。彼女が養父ストレイツォの下へ帰ってしまうという話を聞いたジョージは勇気を出して自分の力でアントニオ達に反撃しようと決めるが、その矢先にアントニオが何者かに「皮一枚」にされて殺害されるという怪事件が発生する。
アントニオ殺人事件は、ジョージのクラスメイトの名探偵九十九十九（ツクモジューク）の推理により犯人が挙げられ、解決したと思われた。しかしジョージはその直後、名探偵や警察の常識外の存在「吸血鬼」を目撃する。真の犯人たる吸血鬼はリサリサの波紋によって倒され、残党もストレイツォらに掃討されて島は平穏を取り戻した。
リサリサはイタリアに行き、ジョージと離れ離れになった。九十九十九は日本に帰国する途上のバミューダ海域で船が沈み、行方不明となった。

### 第二章・西暁町
2012年7月23日夜。福井県西暁町に住む少年探偵ジョージ・ジョースターは、15密室殺人事件に隠された暗号を解いたことで、別の世界からやって来たという少年九十九十九と邂逅する。また吉良吉影なる人物から「杜王町に近づけば殺す」というメッセージを送られ、続くように翌朝、九十九十九が杜王町で死体となって発見された。名探偵ジョージは挑戦と受け取り、杜王町へと向かう。

### THREE・傷
1905年。ペネロペ・デ・ラ・ロサは密室を作るピエロに取り憑かれて恐怖していた。過去の事件で心に負った傷が能力となったものであり、これをジョージはウゥンドと名付ける。ジョージは暴走したペネロペのウゥンドに殺されかけるも、機転により密室を破り生還する。その頃のラ・パルマ島では集団ヒステリーのごとき恐怖が蔓延していた。

### 第四章・杜王町
2012年7月24日午後。名探偵ジョージは杜王町で起こった名探偵三重殺人事件の捜査を開始する。矢十字屋敷に住む岸辺露伴は、名探偵ジョージに「杜王町では物理法則など簡単にネジ曲がる」、スタンドの存在を説く。そこに広瀬康司・虹村不可思議・虹村無量大数が現れるも、露伴の同居人杉本玲美も踏まえて、どうも会話がうまく成立しないのだが、これはどういうことか？　名探偵ジョージの推理により真相が明らかとなり、さらに名探偵ジョージは露伴の能力でスタンドが視認できるようになる。

### FIVE・箱
エリナが新婚旅行の漂流の真相を語る。

### 第六章・島
杜王町は日本列島から分離して、高速で海上を移動していく。杜王島は透明なバリアで覆われており、軍のミサイル攻撃も通さない。外部の名探偵達は『吉良吉影殿、落ち着いてくれ。君が名探偵三重殺人事件の犯人でないことを我々は知っている。真犯人が君に濡れ衣を着せて追い詰めようとしているのだろう。捜査への協力を考えていただけないだろうか』という交渉を報道する。またアメリカの元大統領ファニー・ヴァレンタインがバリアの境界面で同スタンド使いの広瀬に伝えたところによると、このままでいくと米軍は杜王島を攻撃して転覆させてしまう予定だという。町民の間では混乱とヒステリーが広がり、あやうく体育館で集団焼身自殺となるところを、虹村達が寸前で防ぐ。

### SEVEN・飛行機
1905年。ジョージ、エリナ、ペネロペはイギリスウェイストウッドのジョースター邸跡へと移住。ジョージは高校に通い始めるもなじめずにいたが、スティーブン、ケントン、ダーリントンのモーターライズ家の子女達と出会い、飛行機作りに興味を持つ。だがケントンが殺され、ジョージが容疑者として疑いをかけられる。しかしそのときジョージはなぜかローマの地下遺跡にいてリサリサと会っていた。ジョージ犯人説は不可能犯罪である。

### 第八章・ネーロネーロ島
イタリアの離島ネーロネーロ島もまた移動し、杜王町へと激突した。マフィアが杜王町へと乗り込み、町長と住民の制圧を開始する。マフィアの汐華初琉乃は名探偵ジョージを呼び出し、「ボスのディアボロを探し出す」よう探偵依頼。追い詰められている吉良とディアボロは、突如動き出した２つの島と関係があるのだろうか？　名探偵ジョージにはマフィアから補佐役としてナランチャ・ギルガとスタンド電話が付けられた。しかし突然九十九十九が現れ、名探偵ジョージとナランチャを宇宙船へと飛ばす。

### NINE・崖
1906～8年。ジョージは18歳となり、自動車に興味を示す。殺人容疑での裁判は続くも決着がついていない。ジョージは自分の手で真犯人を探すべく推理し、新たな説へとたどり着いたのだが、それにも証拠はなかった。最終的には不起訴処分で嫌疑を解かれ、ジョージは王立飛行クラブに入る。

### 第十章・HGウェルズ
火星探査の有人宇宙船HGウェルズに、名探偵ジョージとナランチャは飛ばされた。火星には謎の生物がいたが、彼こそかつてジョセフ・ジョースターが地球から追放した究極生命体カーズであった。船長ファニアー・ヴァレンタインはカーズ独占を目論み、宇宙飛行士の仲間達をスタンドで殺していくも、ナランチャの反撃に遭い死亡する。最終的にはカーズが探査機ジオットを改修して、名探偵ジョージ、ナランチャ、宇宙飛行士プッチと共に地球への帰路に就く。

### ELEVEN・グレムリン
ダーリントンはジョージに「死者の蘇生」を語る。自分達がディオ・ブランドーと石仮面について調べた事、そして父と兄がケントン蘇生の妄念に取り憑かれているということを。
1914年には世界大戦が勃発し、ジョージは海軍航空隊に入隊。敵機に撃ち落とされて漂流するも、スティーブンとリサリサに助けられる。パイロットの間ではグレムリンの噂が流行し、目撃例も多数あったが、ついにはジョージ自身もグレムリンに出会う。

### 第十二章・カブト虫
地球への帰還船内で、名探偵ジョージはカーズと会話する。今起こっていることは、ディオがプッチをそそのかすことで、火星のカーズを地球に呼び寄せようとしているのだろうという結論に至る。
さらに名探偵ジョージはスタンド電話で地球の状況を聞いたところ、日本の東北地方とイタリアのサルディニア島でゾンビ映画さながらのバイオハザードが発生しているという。そこにつけこんだアメリカ主導の捏造報道により、杜王町とネーロネーロ島は『人間をゾンビ化させる未知の細菌兵器を所持したテロリスト達に占領されている。町民達も既に感染済だ』ということにされてしまっており、宇宙船が地球上空にたどり着いた頃には、島は軍の攻撃に晒されていた。名探偵ジョージはカーズにナランチャのスタンドのコピーディスクを借りて米軍兵器を破壊して無力化させ、杜王町を援護する。続いて宇宙船転落の衝撃で杜王町は転覆し、裏側にあったグレートブリテン島が現れる。名探偵ジョージは杜王島の形を左右反転して900倍に拡大すればグレートブリテン島になるということに今さら気づく。

### THIETEEN・敵
ゾンビの航空隊300機がイギリスに本土攻撃を仕掛けてきた。ジョージとリサリサが連携の空中戦で全て倒し、ロンドンを奪還する。
師トンペティによると、ジョージはリサリサと結婚すると死ぬ運命にあるという。それでもジョージはリサリサにプロポーズし、ジョセフも誕生する。そして1920年11月11日の結婚式の日、ジョージはゾンビ司令官に殺され、復讐のリサリサはゾンビ司令官を討ち果たして出奔する。さらにはジョージを殺されたペネロペの怒りが密室を作り、世界そのものを密室に閉じ込めてしまう。これによってイギリスと外の世界は分断されてしまった。
だが実はジョージは殺されたわけではなかった。己のビヨンドで死の運命を変え、現れた九十九十九の助けによって別の世界へと転移させられていたのである。

### 第十四章・廃墟の街
名探偵ジョージ、ナランチャ、プッチ、カーズは杜王町に墜落したはずなのに、1920年のイギリスにいた。名探偵ジョージ一行にペネロペが合流する。
名探偵ジョージはスタンド電話で、アロークロスハウスでディアボロと吉良の死体が発見されたという報告を受け、詳細を訪ねる。「キング・クリムゾン」「キラークイーン」という強力なスタンド使い2名がなすすべもなく殺され、犯行を誰にも目撃されていなかったという不可解な事件である。ブチャラティは「死んで良かった悪党どもだ。死の真相なんか解かなくて構わない」と言うが、名探偵ジョージは名探偵として謎を解かなければならないと宣言する。
グレートブリテン島が動き出してマンハッタン島に激突し、ロンドンとニューヨークは廃墟の街と化した。アメリカ大統領ファニー・ヴァレンタインに伴われて現れた「茨の王冠と聖痕」のディオ・ブランドーにプッチはひざまずき、新たなスタンド「メイド・イン・ヘブン」を得る。プッチの時間を加速させるスタンド能力によって、グレートブリテン島そのままに外の世界を36巡させ、2012年の世界の中に、1920年のイギリスが現出する。

### FIFTEEN・ビヨンド
杜王町のアロークロスハウスでジョージは目覚めた。ジョヴァーナに傷を治療してもらっている。スタンドの説明も受け、さらに露伴の手助けでスタンドの視認と日本での会話が可能となっている。ではどうやってイギリスに帰るか。それはビヨンドを信じること、主人公としてなすべきことをすることである。この場所アロークロスハウスにおいては、ディアボロ、ヨシカゲ、九十九十九殺害事件の謎を解くということである。ジョージはレオーネ・アバッキオとNYPDブルーと協力して推理に挑む。
ディアボロ、ヨシカゲ、プッチ、ジョヴァーナのバトルが繰り広げられ、最終的にジョージはディオに捕まる。

### 第十六章・ビヨンドII
日光を克服しあらゆる準備を終えた究極生命体ディオ・ブランドーは、真の頂点に立つべく、究極生命体カーズに打倒を宣言する。名探偵ジョージは究極生命体同士の戦いを目撃する。

## 登場人物

### 主人公
この作品には2人のジョージ・ジョースターが登場するが、この記事中ではイギリス人のジョージを「ジョージ」、日本人のジョージを「名探偵ジョージ」と呼称する。また2つの世界の登場人物が交錯するので、便宜上ジョージの世界を【A】、名探偵ジョージの世界を【B】と表記してどちらの世界の人物であるかを区別する。
ビヨンド持ちが主人公とメタ定義され、ビヨンドを持つ人物が3人いる。また主人公とジョースター家の血の繋がりが重要で、主人公3人で全て異なっている。主人公の一人とされるディオのスタンドは血が繋がっている者への予知能力を有し、つまりディオはジョースター一族に優位性がある。
ジョージ・ジョースター（JORGE JOESTAR）【A】
奇数章の主人公。一人称はモノローグでは「俺」、口語は「僕」。
ジョナサンとエリナの間に生まれた一人息子、ジョジョの奇妙な冒険におけるジョージ・ジョースター2世その人。星型の痣を持つ。
イギリス人ではあるが名前のスペルはGEORGEではなくラテン風のJORGE。これは祖父の名前である「George Joestar」と、父の愛称「JoJo」に由来した命名である。だがカナリア諸島スペイン系の周囲からは、スペイン語読みの「ホルヘ」と呼ばれてばかりいる。
子供の頃は臆病な性格で、子供時代はアントニオたちにいじめられてはリサリサに助けられていた。九十九十九の友人となり、十代前半の頃は名探偵助手として経験を積む。また飛行機や自動車に強い興味を持っており、成人してからはイギリス軍の優秀なパイロットとなる。
十代で189cmの長身に成長するが、体型は父ジョナサンよりもずっと細身。読書歴はシャーロック・ホームズやH・G・ウェルズなどの推理小説・SFなど。
原作設定上、波紋力がなく、スタンドも獲得できない人物である。死の運命を予言されている。
ジョージ・ジョースター（JORGE JOESTAR / 仮：JOJI JOESTAR）【B】
偶数章の主人公。一人称はモノローグでは「僕」、口語は「俺」で福井弁で喋る。
15歳の「名探偵ジョジョ」。日本人だが生まれて間もなく養子に出され、福井県在住イギリス人のジョースター家に養子入りして「ジョージ」と命名された。養子ゆえに星型の痣を持たない。
「吉良吉影」から名指しでメッセージを受け、さらには知り合った九十九十九を杜王町で殺されたことで、杜王町に向かい、さらなる奇妙な事件に巻き込まれていく。
成人後のために、自分の日本語の漢字名を考えているがうまく決まらない。英名はぜひJORGEにしたいと考えている。
第四章にてスタンドの存在を知り、露伴の援助でスタンドが見えるようになった。後にUボートのコピーディスクを使用できるようになる。露伴のヘブンズ・ドアーによると、名探偵ジョージの中には正書と偽書の2冊の本があり、名探偵ジョージの経歴は偽書に記され、正書にはわずかに「1889年に生まれ英空軍パイロットになり1920年に殺されて死んだ」とだけ記されている。
加藤 九十九十九（かとう つくもじゅうく / ツクモジューク・カトー）【A】
イギリス人ジョージの友人で名探偵。福井県西暁町出身で1900年時点ではラ・パルマ島の小学校に在籍。
世界は物語であるというメタ思想を持っており、ビヨンドという存在を信じることで主人公として運命を乗り越えていかなければならないと考えている。
第1章では自分が名探偵で物語の主人公であるとメタ自覚していたが、吸血鬼や波紋といった未知の存在を知り、ジョージにビヨンドが移動し主人公交代となったことをメタ確信した。
バミューダトライアングルで海難事故に遭い、続く第二章で別の世界【B】の西暁町へと転移した。そこで名探偵ジョージと知り合い、名探偵の称号も移動したことを知る。
杜王町のアロークロスハウスで何者かに殺害された死体として発見された。
世界【A】では行方不明、世界【B】では死亡しているにもかかわらず、要所で現れ両ジョージを導く。
容姿は美形と言及されている。イラストには彼の姿は全く描かれておらず、具体的な容貌を描いたものが存在しない。
清涼院流水のJDCシリーズの名探偵「九十九十九」、舞城の過去作品『九十九十九-ツクモジュウク-』の「加藤九十九十九」と名前が共通するが、設定も人物も異なる。
ディオ・ブランドー【A】
ジョースター家の養子。養父の初代ジョージを暗殺しようとしたが逮捕されそうになり、屋敷を炎上させて死亡したとされている。実際は吸血鬼と化して生きており、ジョナサンと相討ちになった後、エリナによってカナリア諸島沖に水葬された。ジョナサンの胴体を奪い取ったことで、星型の痣を持っている。自らを帝王と豪語する絶対的な自信を持ち、ビヨンドが付いている。
両手両足に聖痕がある。両手の傷はディオの空裂眼刺驚によるジョナサンの負傷で、両足の傷は肉体を奪った後についたもの。
海底のカンオケの中で、100年かけて計画を練っていた。第十五章にて目覚めたことで、時空を超えて暗躍を始める。並行世界のカーズにスタンドで奇襲をかけて倒し、捕食吸収することで究極生命体と化す。オリジナルカーズを排除することで真の頂点に立とうとする。
ザ・ワールド（世界）
後に強化され、アルティメットとなる。
ザ・パッション（受難）
茨の王冠形のスタンド。外見は原作第3部の「ハーミットパープル（隠者の紫）」と似ており、血縁者・吸血した者の未来を予知する。ジョースター一族に優位性があり、予知と時間停止のコンボで敵を完封する。
ビヨンド
ディオ自身には見えていない。影で顔の隠れた、茨の王冠、長髪、全身傷だらけの男の姿として、名探偵ジョージに目撃された。

### ジョージの家族【A】
エリザベス・ストレイツォ
通称リサリサ。ジョージの1つ年上の幼馴染。
気の強い性格で、子供時代はアントニオたちにいじめられているジョージを助けていた。後に相思相愛の彼と結婚し、息子ジョセフ・ジョースターをもうける。
幼少時に海難事故に遭った際に、ジョナサン・ジョースターの波紋の影響を受けて、波紋呼吸法の基礎を体得した。
エリナをママエリナと呼び、11歳まではジョースター家に同居していた。その後は波紋戦士となり、ジョージとは要所で再会して絆を深め合う。
少女時代から描写され、家族的に接していたジョージ視点である事、気のおけない仲であった事、舞城の作風などから、後年ジョセフ視点となる原作第2部のリサリサとは差異がみられる。
リサリサについて、ジョージに好意を寄せる女性たちは口をそろえて「あんなすごい人にはとてもかなわない」と評する。
1905年にはローマの地下でエイジャの赤石を発掘した。
ペネロペ・デ・ラ・ロサ / ペネロペ・ジョースター
イギリス人。ジョージより年上の少女で愛称はペニー。九十九十九とジョージが解決した事件の関係者。
悪夢の中でピエロに密室殺人を強要され、ピエロ恐怖症となっていた。後にエリナの事務所で働き、ジョースター家の同居人となる。
密室ピエロ(仮)
ウゥンド。周囲にある物を集めて密室をつくる能力。糸で構成されたピエロであり、殺人犯に「糸の密室トリック」を吹き込まれた事で発現したウゥンドと推測されている。3段階まで能力が進化した。
杉本玲美のキューブハウス(仮)
ペネロペのスタンド。時空間を超えた屋敷を操る能力を持つ。杉本玲美という言われなければわからないレベルの人型のスタンド像を持つ。屋敷とスタンドが存在する事で成り立つ珍しいスタンド。『屋敷』の方は完全な実体だが、本物の建築物と一体化したスタンド像なのか、スタンド能力で制御された本物の建築物なのか不明。玲美が矢を4本取り込む事で『アロークロスハウス』となる。
エリナ・ジョースター（旧姓ペンドルトン）
ジョージの母親。
カナリア諸島で貿易会社「スターマーク・トレーディング社」を経営し、後にイギリスに移転。スピードワゴン株もあり、経済的な不自由はない。
ジョナサン・ジョースター
ジョージの父親。新婚旅行で海難事故に遭い死亡した。星型の痣があった。
ジョセフ・ジョースター
ジョージとリサリサの子供で、父同様に名前がジョジョになる。1920年生まれ。ジョナサンとリサリサの影響で、生まれついて波紋の呼吸をしている。
後にアメリカに移住して、1939年にはカーズを地球外追放し、1987年にはディオを倒すことになる人物。
ロバート・E・O・スピードワゴン
登場シーンはほとんどなし。ジョセフ誕生とジョージリサリサの結婚を全力で祝福した。

### 波紋の戦士たち【A】
ストレイツォ
エリザベスの義理の父。
ンガプー・ンガワン・トンペティ
老齢の波紋使い。波紋で運命を読むことができる。
生前のジョナサンと面識があり、ジョージを見て父の勇気が受け継がれていると言った。

### ディオの仲間【A】
ファニー・ヴァレンタイン
1920年アメリカの大統領。後述のアメリカ大統領ファニー・ヴァレンタイン【B】の、並行世界の同一人物。肉体年齢が若く、スタンドも異なる。
ディオの対カーズの刺客として選ばれた。波紋を浴びると肉がたるむ。
かつてスティール・ボール・ラン・レースを介して9つの聖遺物探索を行った。
原作第7部の同名の人物（聖人の遺体を集めたファニー・ヴァレンタイン）とは活躍した時期などにややズレがある。
Dirty Deeds Done Dirt Cheap（いともたやすく行われるえげつない行為）
並行世界に1つだけのスタンド。

### カナリア諸島の人々【A】
アントニオ・トーレス / アンソニー・ハイタワー（イギリス名）
ジョージをいじめている少年。
母親からは0歳からずっと6月16日に全身の皮を剥がされる虐待をされるという、悲惨を超えた凄惨な家庭環境で育つ。
虐待から逃れるためにウゥンドが発現し、能力に反映されている。
脱皮(仮)
ウゥンド。母から皮を剥がれる虐待という深い心の傷から発現した。6月16日に全身の皮が剥がれる。後に吸血鬼と化した父親に食い殺され、「皮一枚」だけが残されるが、その「皮」は吸血鬼に殺されたからか、悪意による物か屍生人として動き出す。毎年6月16日に脱皮し、倍々ゲームで増殖する。ディオの部下となっている。
モモンガのように飛ぶことも可能であり、英軍パイロットのグレムリン目撃談の正体は彼である。ジョージに執着しており、ウィリアム・モーターライズの体内に潜伏して悪意を蓄える。世界【B】の2012年パートではジョヴァーナの肉体となっている。
マリア・トーレス
アントニオの母親。息子の皮を剥ぐ虐待をする鬼畜。可笑しいのが元からなのか夫原因なのかは謎。
アレハンドロ・トーレス / アレクサンダー・ハイタワー（イギリス名）
アントニオの父親。スペイン系を装っているが、イギリス人。後に吸血鬼と化し、息子のアントニオを食い殺す。リサリサの波紋疾走を浴びて滅ぶ。
ハビエル・コルテス
ミステリー作家志望の高校生。
ピエロの扮装をした「密室先生」として、他人の夢に入り込んで殺人教唆及び殺人を起こしていた。最終的には九十九十九とジョージに犯行を暴かれたことで、島民達にリンチを受けて殺された。
父親は船乗りで浮気性、母親からは溺愛と虐待を受けていたり母親と共に長時間密室に閉じ込められていたという、アントニオ・トーレスに次ぐ悲惨な家庭環境の育ち&深い心の傷を持つウゥンド発現者である。
15密室殺人事件教唆と同じことが、世界【B】で起こっており、教唆犯は吉良吉影を名乗るが、似たような能力のハビエルが既に殺されている為、詳細不明のまま。
在宅時に母とともに長時間密室に閉じ込められていた事、虐待からの逃避として自分自身の殺害を望んでいた事がこの能力への反映および1902年の連続密室殺人事件に繋がった。
密室先生(仮)
ウゥンド。本体が寝むって夢を見ている間のみ、他人の夢に自由に出入りが出来る能力。ピエロの扮装で他人に殺人を教唆し、15もの密室殺人事件を起こさせていた。あくまで夢なので、夢の中で死傷しても現実には反映されない。
レオノーラ・コルテス
ハビエルに長年何らかの虐待と溺愛をしていた母親。ハビエルと共に在宅時に長時間密室に閉じ込められた。
コルテス(父)
レオノーラの夫でハビエルの父親。船乗りで浮気性。
エドゥアルド・ノリエガ
ペネロペの元カレ。島のチンピラ。

### イギリスの人々【A】
スティーブン・モーターライズ
イギリス貴族のモーターライズ家の長男。
ケントンと自作飛行機を飛ばしていたところでジョージと出会い意気投合し、パイロットになった。後に屍生人となり、倒されて死亡した。
母親の飛び降りを止めようとした際にウゥンドが発現し、助けたい思いが反映されている。
傷の翼(仮)
ウゥンド。出血を伴いながらも背中に翼を生やす能力。
ウゥンドで自身の翼で飛行することができ、緊急時には自然に生えてくる。1度翼が生えると、戻るまで3週間かかる。エリザベス・ストレイツォから波紋で処置されたあとは肉体的な負担はほぼ無くなり、白い翼が生えるようになった(一時的の可能性もあるが不明)。
ケントン・モーターライズ
モーターライズ家の長女。スティーブンと特に仲が良かった。
何者かに殺害され、ジョージが容疑者とされる。
ダーリントン・モーターライズ
モーターライズ家の次女。ジョージのクラスメイト。気の強い性格で、モーターライズ家の家督継承者。
ベン・モーターライズ
モーターライズ家当主の貴族で、三兄妹の父。ケントンを殺された怒りのままに、強引にもジョージを有罪にしようとする。
ハリエット・モーターライズ
モータライズ家の母親。飛び降り自殺をしようとし、息子のスティーブンにウゥンドが発現するきっかけとなった。
ウィリアム・カーディナル / ウィリアム・モーターライズ
モーターライズ家の入り婿。軍人。ロンドン防空戦でのジョージの手柄を横取りして、空軍司令官に昇進する。
ジョン・ムーア＝ブラバゾン
ロールス社の専属メカニック＆レーサー＆パイロット。
ゾンビ航空隊のロンドン侵攻の際には、ジョージから連絡を受けて首都防衛を担う。
ジム・グラハム
ジョージの同僚パイロット。ゾンビになってしまう。
ゾンビ航空隊
事故死・戦死したパイロットと飛行機を屍生人として蘇生させたもの。総数300機。

### 杜王町の人々【B】
岸辺 露伴（きしべ ろはん）
アロークロスハウスに住む漫画家。年齢は30代のはずだが若々しい。「ピンク・ダークの少年」は連載20年を迎え現在Part8・112巻まで刊行されている。
自分の家で起こった殺人事件の捜査をジョージに依頼する。
第四章にて「ジョージには露伴が見えるが杉本が見えず、虹村たちには露伴が見えないが杉本が見える」という奇妙な場が生まれる。これは「露伴は幽霊で、杉本がスタンドヴィジョンだから」。吉良吉影にスタンドの術をかけられた露伴を、杉本が守るために、露伴の肉体を別の場所に保護している。だが露伴は魂の自覚がないまま勝手に動いていた。ジョージの推理で真相が明らかとなり、また吉良が術を解除したため、露伴の魂は肉体に戻り、以後は実体の露伴で行動する。
ヘブンズ・ドアー
ジョージをスタンドが視認できるようにしたり、日本人とマフィア同士で会話できるようにしたりと使用されている。
死体の記憶は全て「死」という文字になる。これは2010年に発表され2011年に単行本化された『岸辺露伴 ルーヴルへ行く』での設定である。
杉本 玲美（すぎもと れいみ）
アロークロスハウスで露伴と同居している、記憶喪失の少女。
その正体はスタンドヴィジョンである。生身の人間とまるで区別がつかないほど完全な人の姿をしており、露伴や虹村達は彼女がスタンドであると気づいていなかった。
原作第4部の杉本鈴美とは同音異字。
杉本玲美のキューブハウス（仮）
ペネロペのスタンドで彼女が存在する場所。玲美によるとキューブハウスは｢私の中｣らしい。
虹村 不可思議（にじむら ふかしぎ）
左右アフロの髪型をした不良っぽい学生。喧嘩っ早い性格をした高校生の少年で、無量大数の双子の弟。シャツや学ランには『10^64』と記載がある。
行方をくらました吉良吉影を追っている。原作第4部に同姓のキャラクターがいる。
NYPDブルー
自分をニューヨークの警官だと思っている異質なスタンド。ハゲかけで肥満の中年男性の姿をしている。自我を持ち、基本は不機嫌。アメリカのスラング訛りで良く喋る。コルトパイソンなど、警察官に準じた技能と装備をしている。銃は普通の威力。また、各国の警察組織の持つデータを検索し、それを腹（シャツの隙間）からプリントアウトしたり、視界の映像記録を各国の警察組織にライブ送信したりできる。
マフィアの悪行の証拠写真を撮ったり、吉良殺害現場でジョージやマフィアに混ざって捜査を担当したりしていた。マンハッタン島では俄然やる気を出す。
虹村 無量大数（にじむら むりょうたいすう）
前後アフロの髪型をした不良っぽい学生。不可思議の双子の兄。シャツや学ランには『10^68』と記載がある。
行方をくらました吉良吉影を追っている。原作第4部に同姓のキャラクターがいる。
グランブルー
空を泳ぐ3匹のイルカ型スタンド。それぞれ名前が「ジャック」「エンゾ」「ジョアンナ」。3体で1つのスタンドなのか、何かしらで数が増えたか、または数を増やしたのかは不明。
広瀬 康司（ひろせ こうじ）
真面目そうな男子高校生。かつて吉良吉影とスタンドで戦うも殺されかけた。行方をくらました吉良吉影を追っている。
原作第4部の広瀬康一・第8部の広瀬康穂と同姓。
ブルーサンダー
プロペラ型のスタンド。頭に取り付けることで飛行したり、巨大化させて攻撃する事もできる。装着者の任意で飛行可能。
矢安宮 重孝（やんぐう しげたか）
杜王町に住むスタンド使いの少年。通称は原作第4部の同姓のキャラ・矢安宮重清と同じく「重ちー」。
自身の能力で街中の野良犬を操っていた際、偶然にも野良犬の一匹が吉良が所持していた女性の手を持ってきてしまったため吉良が追われる原因を作り、報復として吉良に殺害されてしまっている。
ストレイドッグ
複数匹の野良犬を操る能力を持つスタンド。効果範囲は少なくとも街1つ。
ヴィジョンは矢安宮重清の「ハーヴェスト」、ネーミングは猫草の「ストレイ・キャット」に近い。
辻 綾（つじ あや）
能力を吉良吉影に利用され殺されてしまっている。彼女の死後、ヒモの男が行方不明になっている。原作第4部の辻彩とは同音異字かつ似たスタンドを持つ。
フェイスオフ
二人の人間の間で身体のパーツを交換出来るスタンド。少なくとも顔と指紋を入れ替えられるが、顔を入れ替えても声は変わらない。
吉良 吉影（きら よしかげ / キラー・ヨシカゲ）
殺人鬼。38歳。
杜王町のスタンド使い達に追い詰められたが、別人と入れ替わって行方をくらました。「吉良吉影の名前を口にしたものを殺す」というスタンド能力を持っていたという。
福井県で起こった15の密室殺人事件の犯人達は、吉良吉影を名乗る者からメッセージを受けていた。だがキラークイーンとは明らかに異なる「他人の夢に入る」能力は不可解である。これをウゥンドで実現できる人物が別に存在したが、死んでおり、世界も異なるため謎である。教唆犯が自称通り本当に吉良吉影である確証もなく、詳細不明。
後にアロークロスハウスで死体となって発見される。
キラー・クイーン
シアーハートアタックとバイツァダストは使用出来ると思われる。
他人の夢に入る能力
教唆犯が吉良吉影本人かも含めて詳細不明。
獅子丸電太
杜王町長。非常事態下で指揮を取っていたが、乗り込んできたマフィア達に制圧され、町民を守るべく矢面に立っている。

#### 名探偵【B】
八極幸有、猫猫にゃんにゃんにゃん
杜王町のボヨヨン岬とアンジェロ岩で殺されていた。
ルンババ12、大爆笑カレー
西暁町出身の名探偵。杜王町入りしていたところでジョージと再会、ジョルノからディアボロ捜索の依頼を受ける。
巴里谷超丸ほか
名探偵たち。異常事態となった杜王町に、外部から報道を出して呼びかけ、特に吉良にはネゴシエーションを図っている。
白碑将美警部
福井の警察官。

### アメリカの人々【B】
ファニー・ヴァレンタイン
元アメリカ大統領。ファニアーの祖父。カールした髪が垂れ下がっているが、実はかつらである。色んな手術などを受けて若さを保つ、若作りの御年80歳超。
杜王町に米軍の攻撃を警告する。ヴァレンタイン家の3人は全員思惑が異なり、それぞれ動いている。
雨に唄えば（Singing in the Rain）
二本足で立つカエル形のスタンド。杜王町の遥か上空の壁（バリア）に張り付くことができていたり、空中を足場に本体とスタンドが跳躍していたりするが、詳しい能力は不明。
ファニアー・ヴァレンタイン
ファニーの息子でザ・ファニエストの父。現役の宇宙飛行士50歳。火星探査宇宙船HGウェルズ船長。カールした髪が横に広がっている。
カーズ獲得を目論んでいる。
リアウィンドウ（裏窓）
小型の人型で目がカメラのレンズのようになっており、右足にギブスみたいなのを装着している他、銃を持っている。ちなみにスタンドには視聴覚が無いと思われる。「枠(周りが囲まれた穴のようなものなら何でも)」の中に「窓」を作り、「窓」から「窓」へ移動する。枠のあるところならどこへでも出現させられる遠隔操作の能力と、銃撃する能力を持つ。
ザ・ファニエスト・ヴァレンタイン
ファニアーの息子、ファニーの孫。アメリカ大統領。カールした髪が縦向きに立っている。
報道を操作して状況を整え、米軍で杜王町を攻撃する。並行世界のファニーと共に、ディオの対カーズの刺客となる。
Dirty Deeds Done Dirt Cheap（いともたやすく行われるえげつない行為）
D4C。並行世界に1つだけのスタンドであり、別宇宙のファニーと同じタイプのスタンド。
スカーレット・ヴァレンタイン
ザ・ファニエスト大統領の夫人。

エンリコ・プッチ
HGウェルズの宇宙飛行士。元は神父で、刑務所の教戒師をしていた。
1999年、17歳のときに探査機ジオットの破片落下事故で家族全員を失い、同時に『14の言葉』の啓示を得たという。火星でカーズと出会い、名探偵ジョージおよびナランチャと共に行動する。だが彼の行動は、裏で暗躍するディオに都合よく利用されていた。
ホワイトスネイク→Cムーン→メイド・イン・ヘブン
原作第6部と同様に、劇中で順番に進化する。
ポコロコ・トリプルセブン
HGウェルズの宇宙飛行士。黒人の青年。ファニアーの部下。
ライトスタッフ
小さな人型で複数体のスタンド。背広姿でヘルメットのようなものを被っている。本体が与えた指示をスタンド達が対策などを立案し実行する。
ゴヤスリー・サウンドマン
HGウェルズの宇宙飛行士。ネイティブアメリカンの血を引く青年。
原作第7部の「サンドマン」の本名であるとされていた「サウンドマン」が苗字になっている。
デューン
体と砂を一体化させる。本人曰くはバウンドらしいが、実際は謎。能力にはヴィジョンがあり、不定形だが基本形は頭がドクロの鼻辺りまでの覆面をした人型。
なお、『バウンド（BOUND／結びつき）』とは生きる土地を受け入れて一体化する事で発現する能力で、曰く、それは環境に対応するのではなく、環境と合体し環境そのものとなってしまう事であるらしい。サウンドマンはこれを厳密にはスタンド能力ではないと考えているが、本体が他者のスタンド像を目視できる事から、これもスタンドの一種またはそれに近い存在と思われる。

### ネーロネーロ島の人々【B】
ジョルノ・ジョヴァーナ / 汐華 初琉乃（しおばな はるの）
パッショーネファミリーの幹部。日本人。ボスのディアボロを裏切り、仲間達と共に彼の正体を追っている。
二重人格者。アントニオゾンビにジョヴァーナの魂が宿って動いており、自前の肉体はディアボロとして別働させている。
星型の痣があり、Parte5後のジョルノ・ジョバァーナである可能性がほのめかされている。
ゴールド・エクスペリエンス / ゴールド・エクスペリエンス・レクイエム
ブローノ・ブチャラティ
ジョルノ指揮下のチームリーダー。5部の能力に似た、臭いで嘘を嗅ぎ分ける能力を持つ（特技かスタンドかの明言なし）。
グッドナイト・ムーン（Stepmom）
手に縫い針と糸を持ち、針と糸を使うスタンド。ちなみにスタンドの手作業で縫う。刺繍なども可能。原作第5部のスティッキィ・フィンガーズに似ているが、こちらは女性型。
ナランチャ・ギルガ
ジョージとさほど変わらない年齢の少年マフィア。年齢の割に幼く言動が凶暴。その為ナイフを振り回す。5部同様にかなりの馬鹿であり、簡単な計算も間違える。
ディアボロ探索の際ジョージのサポートにつけられて、彼と行動を共にすることになり、火星やイギリスへと赴く。
Uボート
潜水艦型のスタンドだが、中身もリアルな潜水艦である。生物やスタンドの体内に潜航し、魚雷や巡航ミサイルで攻撃する。集中させて１体にすると、ほぼ原寸大の潜水艦サイズになり、縮小させることも出来る。本体が潜望鏡を装着する事で右目で遠隔視することも可能。
ポコロコから「この歳でどんな修羅場をくぐって来てるんだ」と評されるほど強力なスタンド。
レオーネ・アバッキオ
元警官のマフィア。長身で強面。名探偵大爆笑カレーのサポート役となる。ディアボロの死体が見つかった後は、スタンド能力で捜査を担当する。
ヴィデオドローム
人型のようなスタンドで、胸から下がどうなっているかは謎だが、全体的にムーディー・ブルースに似ている。生物の記憶をビデオテープの形で取り出し、当日0時から24時までの行動を再現する(24時間以内に亡くなって居たら亡くなるところまで)。テープは角に操作ボタンがあり、少なくとも2本は同時に存在出来る他、背には再生対象の母語で氏名や当日の日付が書いてある。
グイード・ミスタ
陽気な性格の男性で、拳銃使いのマフィア。ワキガかは不明だが体臭が濃いらしい。名探偵ルンババ12のサポート役となる。
アタック・ナンバーハーフ（The Iron Ladies）
顔が厚化粧風のオカマの群体スタンドで、騒がしい。原作第5部のセックス・ピストルズに似ている。能力は同一で銃の弾丸をスタンドが自在に操る。
名前の元ネタになった映画にちなんでか、全員バレーボール選手のような恰好をしており、お互いをバレーボールのポジション名で呼び合っている。
パンナコッタ・フーゴ
パッショーネ・ファミリーのギャング。優男風の見た目をしている。
幻覚を大勢に広げるスタンド(名称不明)。
但し、フーゴが本体かは消去法でしかわからない為、実際に本体がフーゴなのかは謎。
ヴィネガー・ドッピオ
顔にそばかすがある少年。イタリア人でパッショーネ・ファミリーのギャング。言動が時折支離滅裂になるが、電話に関しては真面目。
ドッピオの電話（名称不明）
どんな物でも電話として使えるように出来るスタンド。宇宙でも並行世界でも電話を繋げることができる。画像も送受信できる
ディアボロ（通称）
パッショーネファミリーのボス。部下の前に決して正体を現さない。ジョヴァーナ達の裏切りに遭い、彼らに追われている。後にアロークロスハウスで死体となって発見される。
実は二重人格者であるジョヴァーナの別人格であり、彼の真の肉体である。列車強盗ディオ【B】の息子であるらしく、吸血鬼ディオ【A】からは、なじむ血とされて吸血される。
キング・クリムゾン
ディアボロのスタンド。数秒間時間を飛ばすことができる。
ドルチオ・チョコラータ
元精神科医師のイタリア人。アメリカでの麻薬密売やテロ行為にも関わっている人物。ジョルノ主導のボス粛清作戦に乗じて、掟破りの民間人虐殺も行っている外道。
原作第5部のチョコラータに似ているが、髪型が異なる（こちらはコーンフロー）。
ブロブ
原作第5部のグリーン・デイに似た亜人型スタンドだが、どのような能力を持っていたかは不明。
セッコ・ロッターリオ
ボンテージのような服を着た男。精神科の通院歴を持つ、チョコラータの元患者。チョコラータと共に民間人虐殺に関与している。
イーヴルデッド
額に傷があり頭髪が長い、巨大な人の顔(但し手の甲に目がある手で顔を掴んでおり、親指が眼窩につき入れられている)の姿をしているスタンド。
任意の場所で起きた出来事を隠し、特定の方向から知覚できないようにする能力と思われる。
プロシュート・ケッパーノ
パッショーネファミリーの一員のギャング。イタリア人。
ツイスター
原作第5部のグレイトフル・デッドに似た姿をしているスタンド。全身に渦巻きのような模様があるのが特徴。竜巻を操る力を持つ。

### その他の登場人物
カーズ【B】
究極生命体。国連から「絶対に地球に近づけるな」と厳命される危険生物。
世界【A】で誕生し、ジョセフ・ジョースターとの戦いの末に宇宙へ放り出された後、宇宙をさまよううちに火星にたどり着いた後、宇宙の終焉をも生き延びて世界【B】の火星にいる。
アメリカのファニアー・ヴァレンタインと前もって交信しており（先述の危惧は建前）、ファニアー死亡につきジョージ、ナランチャ、プッチと共に地球に帰還した。
アイドバルーン（The Eyed Baroon）
宇宙船HGウェルズが新発見した火星3番目の月、というか生物。目と牙と触手をもつ球体。NASAが命名した。
火星地表のカーズの右手と直接繋がっており、直径5キロの球体が上空8キロに浮かんでいる。地球から観測できなかったのは、カーズが火星の自転に逆らって動くことで隠していたから。
先述のようにカーズの肉体から伸びた生体であり、内部は空洞となっており探査機ジオットの機体を収めている。
アルティメット
究極生命体としてさらにスタンドを学習したことで、他者のスタンド能力をコピーできる。スタンド名にアルティメットが付与され、より強化される。ゆえに際限なくインフレし、最終的には「ザ・ワールド・アルティメット」や「メイド・イン・ヘブン・アルティメット・レクイエム」などを操るまでに到達する。
ジョナサン・ジョースター【B】
名探偵ジョージの五代前のジョジョ。1889年にディオの列車強盗を阻止しようとして共に死亡する。
ディオ・ブランドー・ジョースター【B】
ジョースター家の養子でジョナサンの義兄弟。ジョナサンに列車強盗を邪魔され事故死したと伝わる。
ジョセフ・ジョースター【B】
ジョースター家は彼の時代にアメリカから西暁町に移住した。名探偵ジョージの義理の曽祖父で、「ジョセフ爺さん」と呼ばれていた。2010年没。
かつて究極生命体カーズを地球外追放した英雄である。祖父ジョナサンを敬い、ディオのことは「D」とだけ呼び忌々しく言っていた。

## 関連用語
ジョジョの奇妙な冒険本編に登場するものについては各項目を参照とし、本項では本作オリジナルの用語のみ解説をする。
名探偵ジョージの世界地図・世界【B】
陸地は巨大な大陸パンランディア一つだけ、日本列島は東端にくっついている。海は大洋ジ・オーシャン。2012年には火星に有人宇宙船を到達させている。
イギリスという島と国が歴史上存在しない。かつて建国されかけるも失敗したという。
日本とアメリカは同盟国である。日本には自衛軍が存在し、F22などを配備している。
ジョースター家の家系図は、ジョージ（George）→ジョナサン→ジョドー→ジョセフ（2010年没）→未登場→ジョンダ→養子ジョージ。
より正確には、世界【A】（原作第6部以前）が宇宙01、原作第7部以降（D4Cの基本）が宇宙02、世界【B】が宇宙37となる。宇宙02のファニーと、宇宙37のザ・ファニエストがD4Cを持つ。D4Cは並行世界に1つしか存在せず、また基本の並行世界に移動できるが（宇宙37⇔37a/37b/.../37x/...）、時間移動はできないので別の宇宙へは行けない。宇宙37の次に宇宙01があり、円環になっている。
開始時点では、偶数部のジョージパートが世界A＝宇宙01、奇数部の名探偵ジョージパートが世界B＝宇宙37。ペネロペの能力によって宇宙01が1920年時点でイギリスとイギリス以外に2分され（13章）、プッチの能力によってイギリス以外の時間が宇宙37まで進んだ（14章）。宇宙01のイギリスの裏側が宇宙37の杜王町であり、杜王町がひっくり返って、宇宙37の2012年世界に宇宙01の1920年イギリスが現れる（12・14章）。
アロークロスハウス（矢十字屋敷）
岸辺露伴の住居。十字の四先端が矢の形になっているという奇妙な構造の館。
誰も気づかないうちに建てられていた、西暁町から移築されたらしい、いつの間にか形が変わっていたなどといういわくつき。
九十九十九殺害事件、および吉良吉影＆ディアボロ殺害事件の現場となった。
スタンドである杉本玲美が、建物と空間を司っている。内部の空間は、概念上の図形であるテッセラクト構造をスタンドゆえに体現している。
14の言葉
1999年7月、探査機ジオットの破片が墜落してきてプッチ家はクレーターと化し、外出していた長男エンリコだけが難を逃れた。
鉄板の表面には14の言葉「らせん階段」「カブト虫」「廃墟の街」「イチジクのタルト」「カブト虫」「ドロローサへの道」「カブト虫」「特異点」「ジオット」「天使（エンジェル）」「紫陽花」「カブト虫」「特異点」「秘密の皇帝」と、「天国へ行く方法」が書かれていた。
これらの14の事柄を、物語を通じて名探偵ジョージが体験していく。ジョージと同行するプッチもこれらの事象を体験していき、全ての条件が満たされたときメイド・イン・ヘブンが誕生する。
カブト虫
天国に行く方法の『14の言葉』には、4つの「カブト虫」がある。作中では島が生物化して移動するという怪現象が発生し、この様子がカブト虫に喩えられている。
世界【B】2012年の杜王町とネーロネーロ島、世界【A】1920年のグレートブリテン島とマンハッタン島の4つ。杜王町とグレートブリテン島は裏表であることが判明する。この現象は誰かのウゥンドではないかと推理されている。名探偵達に追い詰められた吉良吉影や、マフィア達に追い詰められたディアボロが、スタンドとは別のウゥンドとして起こしているのではないかという仮説である。
名探偵ジョージは世界【B】の住人であるが、世界【A】に移動することで、4つのカブト虫、ひいては14の言葉をコンプリートする。
だがこのプッチ言う「4つのカブトムシ」は誤りであるとジョヴァーナは否定する。ジョヴァーナは真のカブト虫とは杉本玲美（アロークロスハウス）が体内に隠している「4つの鏃」であると言い、スタンド能力で鏃に生命を与えて生きたカブト虫へと変える。
特異点
『14の言葉』には2つの「特異点」がある。これらは具体的には何のことか、プッチは支離滅裂な独自理論で納得するが、これはファニーにそれっぽく誘導されただけのもので誤り。誤りの14の言葉でメイド・イン・ヘブンが誕生する事までがディオとファニーの計画のうちである。
真の特異点は、宇宙01～37および全並行世界においてただ一つしか存在しないものである。1つは聖人の遺体で、ニューヨークの教会の地下に格納されている。もう1つは名探偵ジョージ・ジョースターであり、ジョースター家の血を引かない養子。
スタンド
主に名探偵ジョージの章（偶数章・世界【B】）で登場する。
ジョージ2世の章（奇数章・世界【A】）では登場しない（ただしあくまでジョージ2世視点である）。存在はしており、リサリサ達波紋使いの間では幽波紋の別名でも呼ばれている。
ウゥンド（WOUND）
肉体と精神に傷を繰り返し与えられる事で発現する、苦痛から逃れるために身に付く力。
ジョージ2世が名付けた。例はアントニオ、ペネロペ、ハビエル、スティーブン（ただし全てジョージ2世視点で推測を含む）。先述のカブト虫現象もウゥンドではないかと推理される。
バウンド（BOUND）
環境を受け入れて、環境と結びつく力。
例は自ら名付けたサウンドマンの一例のみ。さらにカーズがこれを模倣している。
ビヨンド（BEYOND）
世界を超越した神のような存在。世界が物語なら、ビヨンドとは作者のようなもの。メタフィクション概念。
九十九十九が名付けた。ビヨンドに選ばれた者こそ主人公、推理小説ならば名探偵だという。
この物語では3人登場している。九十九十九→ジョージ2世、名探偵ジョージ、ディオ・ブランドー。
ジョージ2世「物語の主人公として文脈を作る＝知恵と勇気で行動する」、名探偵ジョージ「僕は名探偵である」、ディオ「俺こそ世界の帝王である」。

## 書籍情報
| 形態         | カテゴリ                        | 発売日（発行日）           | リンク：集英社の本        | ISBN                   | 備考 |
| ------------ | ------------------------------- | -------------------------- | ------------------------- | ---------------------- | ---- |
| 四六判ハード | 小説／戯曲                      | 2012年10月19日             | JORGE JOESTAR（四六）     | ISBN 978-4-08-780650-2 |      |
| 新書         | JUMP jBOOKS                     | 2017年12月19日（12月24日） | JORGE JOESTAR（新書）     | ISBN 978-4-08-703441-7 |      |
| デジタル     | ジャンプ ジェイ ブックスDIGITAL | 2017年12月19日             | JORGE JOESTAR（デジタル） |                        |      |

## 用語
- 王立自動車クラブ
- イギリス飛行クラブ（王立飛行クラブ）
- イギリス海軍航空隊、イギリス空軍
- モスマン - 1960年代のアメリカで目撃証言があった怪異。1900年代初頭のカナリア諸島でジョージ達が関わる。
- グレムリン - イギリス軍のパイロットの間で目撃証言があった怪異。